# Spaceballs

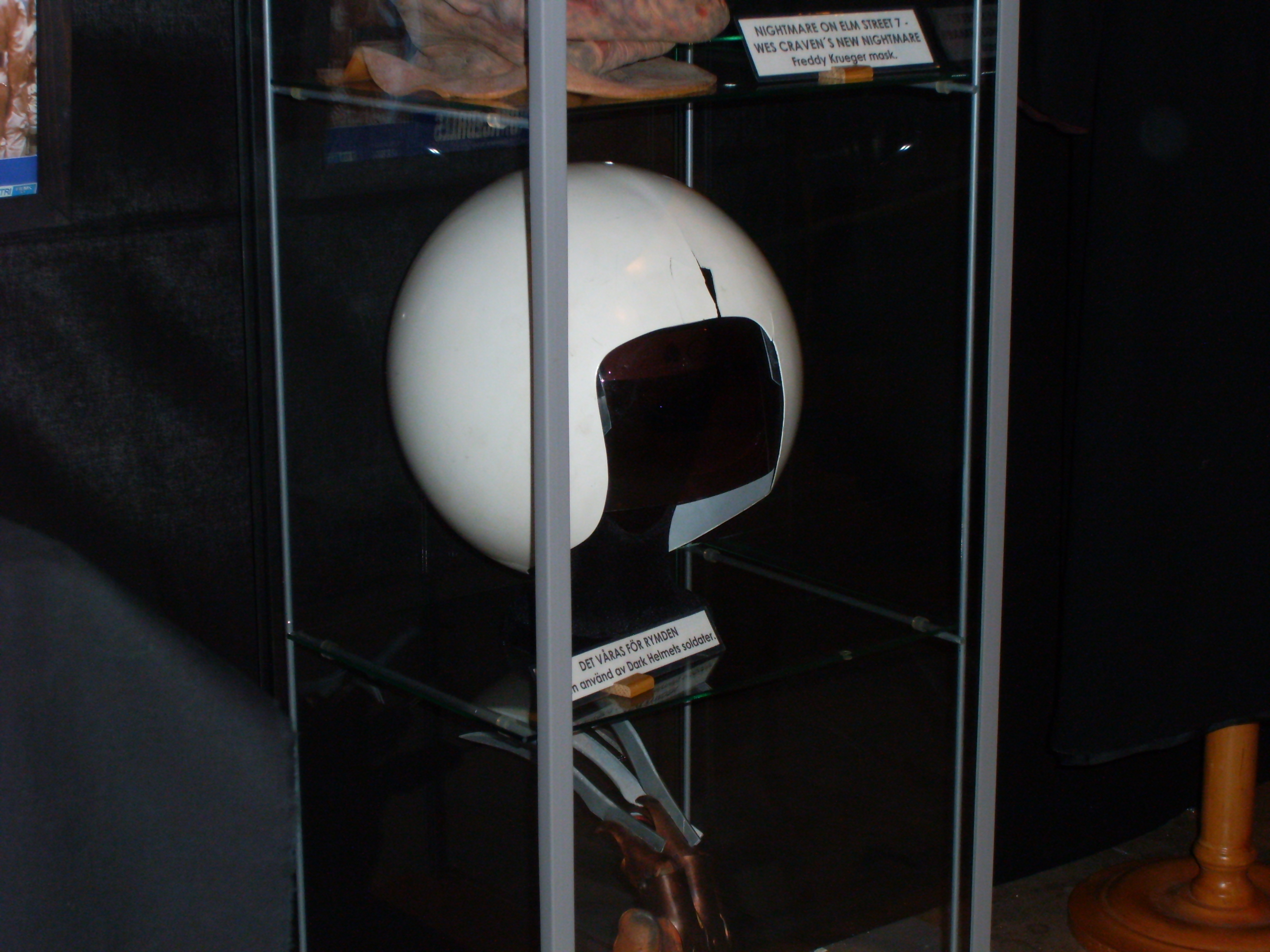
Helm gebruikt bij de opnamen van Spaceballs

Spaceballs is een komische film uit 1987, geregisseerd door Mel Brooks. De film is een persiflage op populaire sciencefiction-series en -films zoals Star Trek, Planet of the Apes en Alien, maar parodieert vooral Star Wars.

## Verhaal
Op de planeet Spaceball is de lucht zo vreselijk vervuild dat alle schone lucht op is. Daarom besluiten de Spaceballs om de lucht van de naburige planeet Druidia te stelen. Met een ruimteschip (Spaceball One) gaan ze op pad. Aan boord zijn Colonel Sandurz, Dark Helmet en President Skroob (anagram van Brooks).
Op de planeet Druidia (die een beetje doet denken aan de middeleeuwen) staat prinses Vespa op het punt te trouwen met de saaie prins Valium. Prinses Vespa ziet dit niet erg zitten en vlucht in een ruimteschip van de planeet, samen met haar robot Dot Matrix. In de ruimte wordt haar schip onderschept door de Spaceball One. De vader van Vespa, Koning Roland, roept de hulp in van Lone Starr en zijn mond (half hond, half mens; Engels mog) Barf (wat zoiets betekent als kots). Om de schurk Pizza the Hutt af te kunnen betalen besluiten Lone Starr en Barf prinses Vespa te redden, vlak voor haar ruimteschip door de Spaceball One wordt onderschept. Dat lukt, maar ze stranden op de planeet Vega. Hier komen ze Yogurt tegen die Lone Starr de Schwartz leert gebruiken.
Dark Helmet weet prinses Vespa nu wel gevangen te nemen en neemt haar mee naar de planeet Spaceball. Het lukt Lone Starr en Barf de prinses te bevrijden, en ze vliegen naar Druidia waar Spaceball One is getransformeerd naar Mega-Meid die de lucht begint op te zuigen. Lone Starr gaat de confrontatie aan met Dark Helmet en weet hem te verslaan en de Mega-Meid te vernietigen. En op het eind trouwt Lone Star natuurlijk met prinses Vespa.
De humor van deze film zit vaak in het doorbreken van de vierde muur. Dark Helmet hakt per ongeluk een geluidsman in plaats van Lone Star, onze helden ontsnappen omdat de Spaceballs de stuntmannen hebben gepakt, en als de Spaceballs Lone Starr kwijt zijn, pakken ze een video van de film Spaceballs om hem vast te bekijken (dat wordt "instant video" genoemd, want de video is al klaar voordat de film klaar is).

## Personages
| Acteur             | Personage        | Parodie op                 |
| ------------------ | ---------------- | -------------------------- |
| John Candy         | Barf             | Chewbacca                  |
| Rick Moranis       | Dark Helmet      | Darth Vader                |
| Joan Rivers (stem) | Dot Matrix       | C-3PO                      |
| Dick van Patten    | Koning Roland    |                            |
| Bill Pullman       | Lone Starr       | Han Solo en Luke Skywalker |
| Dom DeLuise (stem) | Pizza the Hutt   | Jabba de Hutt              |
| Mel Brooks         | President Skroob | Palpatine                  |
| Daphne Zuniga      | Prinses Vespa    | Leia Organa                |
| Mel Brooks         | Yogurt           | Yoda                       |

## Wetenswaardigheden
- De volgende films en televisieseries worden geparodieerd in Spaceballs:
  - Star Wars: Episode IV: A New Hope
  - Star Wars: Episode V: The Empire Strikes Back
  - Star Wars: Episode VI: Return of the Jedi
  - Star Trek
  - Alien
  - Planet of the Apes
  - Transformers
  - 2001: A Space Odyssey
  - Jaws
  - Battlestar Galactica
  - Rambo
  - Rocky (5000)
  - One Froggy Evening (de scène waarin de Alien "Hello my baby" zingend uit de mensenbuik springt.)
  - The Wizard of Oz
- Kolonel Sandurz is vernoemd naar kolonel Harland Sanders, de stichter van Kentucky Fried Chicken. Dark Helmet maakt dit nog eens duidelijk door Sandurz uit te maken voor "chicken" (woordspeling: "Chicken" in Engels betekent ook zoiets als "angsthaas").
- De running gag van de film is de merchandising. Men treft in de film onder meer een deken, vlammenwerper, broodtrommel, cornflakes, handdoeken, Yogurt-pop, scheerzeep, wc-papier en een placemat aan.
- Het idee van de poppenscène ontstond terwijl Brooks de film aan het maken was, Rick Moranis (Dark Helmet) improviseerde de gehele scene.

## Citaten
- - Barf en Lone Starr, verrukt bij hun eerste ontmoeting met Yogurt: "Yogurt the Great! Yogurt the Powerful! Yogurt the Magnificent!"

- Yogurt: "No no, I'm just plain Yogurt!" ("plain yoghurt" betekent zoiets als "yoghurt zonder toevoegingen")
- - Yogurt: "God willing we will all meet again in Spaceballs II: The Search for More Money." (Mel Brooks denkt anno 2015 aan een tweede deel)
- - Dark Helmet in het moederschip tegen Kolonel Sandurz: "Who is that?"

- Sandurz: "He is an Asshole, sir!"
- Dark Helmet: "I know that ! What is his name?"
- Sandurz: "That is his name sir, Asshole, major Asshole!" ("major" betekent zowel "majoor" als "grote")
- Dark Helmet: "And his cousin ?"
- Sandurz: "He's an asshole too sir. Gunner's mate First Class Philip Asshole!"
- Dark Helmet draait zich om en roept verbaasd: "How many Assholes do we have on this ship anyhow?"
- Alle helpers (op 2 na): "Yo!"
- Dark Helmet: "I knew it! I'm surrounded by Assholes!"
- Dark Helmet: "Keep firing assholes !"
- - Barf over zichzelf: "I'm a mog: half man, half dog. I'm my own best friend!"
- - President Skroob tegen kolonel Sandurz: "Sandurz, Sandurz, you gotta help me. I don't know what to do. I can't make decisions. I'm a president."